# Wenezuela na Mistrzostwach Świata w Lekkoatletyce 2019
Wenezuela na Mistrzostwach Świata w Lekkoatletyce 2019 – reprezentacja Wenezueli podczas mistrzostw świata w Doha liczyła 8 zawodników, startujących w 9 konkurencjach. Zdobyła jeden złoty medal.

## Medaliści
| Medal | Zawodnik      | Konkurencja | Rezultat | Data           |
| ----- | ------------- | ----------- | -------- | -------------- |
| złoto | Yulimar Rojas | trójskok    | 15,37    | 5 października |

## Skład reprezentacji

### Kobiety
| Zawodniczka    | Konkurencja                | Eliminacje | Eliminacje | Półfinał | Półfinał | Finał | Finał   | Źródło      |
| Zawodniczka    | Konkurencja                | Wynik      | Pozycja    | Wynik    | Pozycja  | Wynik | Pozycja | Źródło      |
| -------------- | -------------------------- | ---------- | ---------- | -------- | -------- | ----- | ------- | ----------- |
| Andrea Purica  | bieg na 100 m              | 11,96      | 42.        | NQ       | NQ       | NQ    | NQ      | [ 1 ]       |
| Génesis Romero | bieg na 100 m przez płotki | 13,14      | 26. Q      | 13,18    | 20.      | NQ    | NQ      | [ 2 ] [ 3 ] |

| Zawodniczka      | Konkurencja    | Kwalifikacje | Kwalifikacje | Finał | Finał   | Źródło      |
| Zawodniczka      | Konkurencja    | Wynik        | Pozycja      | Wynik | Pozycja | Źródło      |
| ---------------- | -------------- | ------------ | ------------ | ----- | ------- | ----------- |
| Robeilys Peinado | skok o tyczce  | 4,60         | 11.          | 4,70  | 7.      | [ 4 ] [ 5 ] |
| Yulimar Rojas    | trójskok       | 14,31        | 4. Q         | 15,37 | 1.      | [ 6 ] [ 7 ] |
| Ahymará Espinoza | pchnięcie kulą | 16,89        | 27.          | NQ    | NQ      | [ 8 ]       |

### Mężczyźni
| Zawodnik        | Konkurencja    | Eliminacje | Eliminacje | Półfinał | Półfinał | Finał | Finał   | Źródło |
| Zawodnik        | Konkurencja    | Wynik      | Pozycja    | Wynik    | Pozycja  | Wynik | Pozycja | Źródło |
| --------------- | -------------- | ---------- | ---------- | -------- | -------- | ----- | ------- | ------ |
| Lucirio Garrido | bieg na 800 m  | 1:46,89    | 30.        | NQ       | NQ       | NQ    | NQ      | [ 9 ]  |
| Lucirio Garrido | bieg na 1500 m | 3:52,93    | 43.        | NQ       | NQ       | NQ    | NQ      | [ 10 ] |
| Richard Vargas  | chód na 20 km  | —          | —          | —        | —        | DNF   | DNF     | [ 11 ] |

Dziesięciobój
| Zawodnik         | Konkurencja | 100 m | SD   | PK    | SW | 400 m | 110 m ppł | RD    | ST   | RO    | 1500 m | Wynik     | Pozycja | Źródło |
| ---------------- | ----------- | ----- | ---- | ----- | -- | ----- | --------- | ----- | ---- | ----- | ------ | --------- | ------- | ------ |
| Georni Jaramillo | Rezultat    | 10,88 | 7,47 | 15,42 | NM | 48,66 | 14,19     | 44,00 | 4,40 | 58,15 | DNF    | 6645 pkt. | 19.     | [ 12 ] |
| Georni Jaramillo | Punkty      | 888   | 927  | 816   | 0  | 877   | 950       | 746   | 760  | 710   | DNF    | 6645 pkt. | 19.     | [ 12 ] |